# Tuilerie de Chapaize
La tuilerie de Chapaize est un bâtiment situé sur le territoire de la commune de Chapaize dans le département français de Saône-et-Loire et la région Bourgogne-Franche-Comté.

## Historique
Elle fait l'objet d'une inscription au titre des monuments historiques depuis le 24 février 1947.